# Rob Ridder

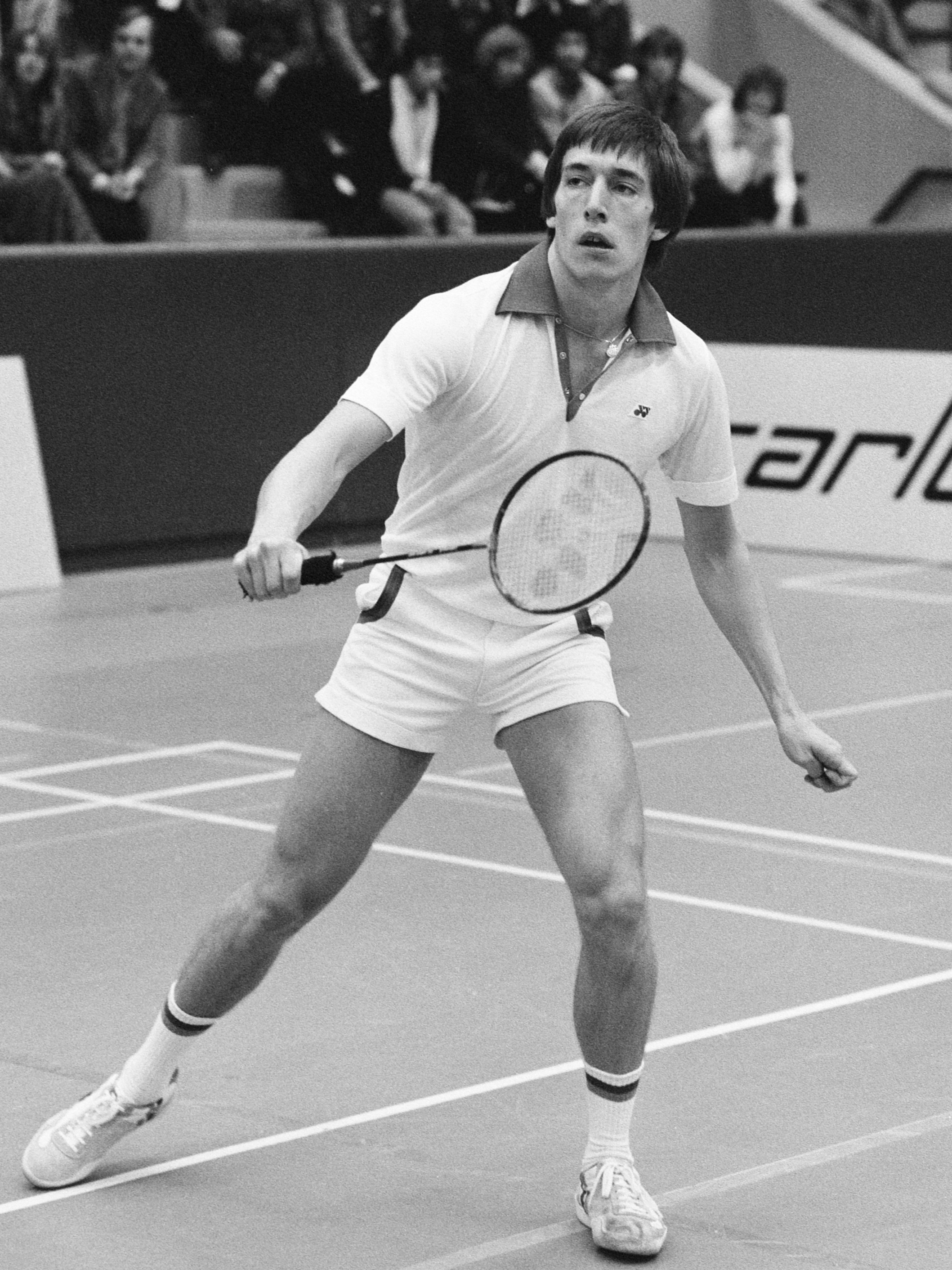
Rob Ridder (1979)

Rob Ridder (Haarlem, 1953) is een voormalig Nederlands badmintonner. Hij won tussen 1971 en 1981 negen NK-titels in het enkelspel en is daarmee recordhouder, sinds 2008 gedeeld met Dicky Palyama.

## Biografisch
De geboren en getogen Haarlemmer kreeg badminton met de paplepel ingegoten. Zijn vader Piet was veertien jaar competitieleider van de Nederlandse Badminton Bond en maakte jarenlang deel uit van het bondsbestuur. Ridder begon op vijfjarige leeftijd met de sport in het voormalige Krelagehuis aan de Leidsevaart in Haarlem. Hij was toen al lid van BC Duinwijck.
Ridder won 28 nationale titels, waarvan negen in het enkelspel. Zijn doorbraak beleefde hij als zeventienjarige in december 1970, toen hij voor het eerst Nederlands kampioen bij de heren werd. Dezelfde titel won hij ononderbroken van 1972 t/m 1980. Zijn prestatie van negen titels werd in 2008 geëvenaard door Palyama.
Ridder was de eerste Nederlandse badmintonner die Europees jeugdkampioen werd in het mannenenkelspel (Gotwaldow). Met zijn vrouw Marjan won hij tweemaal brons in het gemengd dubbel op de Europese Kampioenschappen. In 1980 wonnen zij met zijn tweeën alle nationale titels. In 1978 wonnen ze samen een bronzen medaille op de All England, op dat moment een van de sterkst bezette badmintontoernooien ter wereld. Sinds 2006 is Ridder eveneens actief als speler in de veteranenklasse. In 2008 werd hij samen met zijn vrouw Marjan Europees kampioen in de leeftijdsklasse boven 50 jaar. In 2011 werd hij, eveneens samen met zijn vrouw Marjan, wereldkampioen in het onderdeel gemengddubbelspel boven 55 jaar in de Olympic Oval van Vancouver. Daarnaast haalt hij zilver in het mannendubbelspel samen met zijn partner Uun Santosa.
Ridder was meer dan een kwart eeuw voorzitter van BC Duinwijck. Bij zijn 25-jarig bestuurslidmaatschap in 2004 werd hij onderscheiden tot Lid in de Orde van Oranje-Nassau. Zijn zoon Koen volgde hem op als succesvol badmintonner. In 2008 werd Ridder verkozen tot bondsvoorzitter van Badminton Nederland. Drie jaar later, 2011, werd het bondsvoorzitterschap overgenomen door Ted van der Meer en stapte het voltallige bestuur op.
Als coach was Ridder eveneens succesvol. Vanaf 2008 is hij samen met Wim Fisscher coach bij BC Duinwijck. In de 4 jaar dat hij Duinwijck coacht wint Duinwijck de Europa Cup (2011), twee maal het landskampioenschap (2009 en 2011), wint Duinwijck de strijd om de nationale beker (2009 en 2011).